# Pleasure P

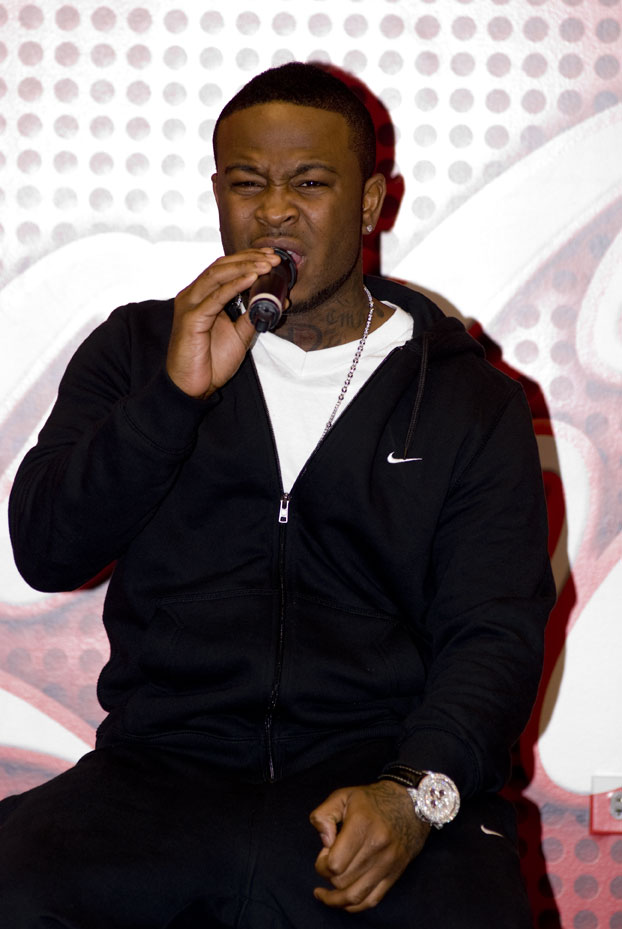
Imagem de Pleasure P.

Marcus Ramone Cooper (27 de dezembro de 1984), mais conhecido pelo nome artístico Pleasure P, é um cantor de R&B norte-americano. Começou cantando no grupo de rap Pretty Ricky, antes de começar carreira solo em 2007.